# Encephalartos transvenosus
Encephalartos transvenosus je druh cykasu z čeledi zamiovité (Zamiaceae). Pochází z provincie Limpopo v Jižní Africe, kde je zvaný Modjadji Cycad.

## Ochrana
Jedná se o chráněnou rostlinu jejíž přežití je v přírodě ohroženo. Druh Encephalartos transvenosus je zapsán na hlavním seznamu CITES I, který kontroluje obchod s ohroženými druhy – jak s rostlinami, tak i jejich semeny.